# Impatiens poilanei
Impatiens poilanei är en balsaminväxtart som beskrevs av Tardieu. Impatiens poilanei ingår i släktet balsaminer, och familjen balsaminväxter. Inga underarter finns listade i Catalogue of Life.